# Kościół św. Jana Pawła II w Ostrowcu Świętokrzyskim
Kościół świętego Jana Pawła II w Ostrowcu Świętokrzyskim – rzymskokatolicki kościół parafialny należący do parafii pod tym samym wezwaniem (dekanat Ostrowiec Świętokrzyski diecezji sandomierskiej. Znajduje się na ostrowieckim osiedlu Koszary).
Jest to świątynia wzniesiona w latach 2007–2011 na terenie nieistniejącej już kaplicy dojazdowej pod wezwaniem św. Rafała Kalinowskiego (wybudowana została w latach 1988–1989 dzięki staraniom księży: Stanisława Knapa i Jerzego Beksińskiego) według projektu architekta Zygmunta Drzymalskiego. Plac pod budowę nowego kościoła został poświęcony przez biskupa Mariana Zimałka 25 października 2006 roku. Kamień węgielny został wmurowany przez biskupa Edwarda Frankowskiego 20 listopada 2009 roku. Uroczyście świątynia została poświęcona 21 maja 2011 roku przez biskupa Krzysztofa Nitkiewicza. Kościół to ceglana, nowoczesna budowla, jednakże utrzymana w tradycyjnym stylu. Prosty, trójkątny szczyt frontowy ozdabiają dwa pilastry i rozeta. Pseudobazylikowa przestrzeń naw głównej i dwóch naw bocznych rozszerza się w transept i kończy trójbocznie zamkniętym prezbiterium z dwoma zakrystiami z lewej i prawej strony. Wnętrze naw bocznych jest oświetlone przez duże, półkoliście zakończone okna, natomiast wnętrze nawy głównej oświetlają podobne półkoliste arkady podparte filarami. We wnętrze świątyni dobrze jest wpasowany tradycyjny, eklektyczny ołtarz wykonany z ciemnego drewna, ozdobiony złoceniami, z obrazem św. Jana Pawła II.